# Быки (стоянка)
Быки — группа палеолитических стоянок на реке Сейм у села Быки Курчатовского района Курской области. Возраст 21—14 тыс. лет.

## Обнаружение
В 1975 году при постройке очистных сооружений были замечены изделия из кремня и крупные кости. На место прибыла экспедиция во главе с археологом Г. В. Григорьевой. Археологический памятник назвали Пены. В 1994 году рядом с исследованным слоем на дне отстойников очистных сооружений школьники заметили ещё одно место проявления древнего культурного слоя. Приехавшая на место экспедиция назвала памятник Быки 1. Исследования производились в 1994—1999 годах палеонтологом А. А. Чубуром. Обнаружены следы капитальных утеплённых и лёгких наземных жилищ, многочисленные каменные и костяные изделия, произведения первобытного искусства.
За годы исследований было обнаружено шесть близко расположенных стоянок. Расстояния между Быками не превышали больше 100 метров. Первую обнаруженную стоянку Пены назвали Быки 4.

## Описание
Палеотическая микрообласть расположена в 1,5 км от села Быки и занимает общую площадь 500 м². Она располагается на левом берегу реки Сейм. От берега современного русла реки до группы стоянок около 2,5 км. Характер рельефа и строение террас позволяют считать, что в период своего существования древнее поселение располагалось непосредственно на берегу древнего русла Сейма.
На стоянках Быки 1 и Быки 7 были обнаружены украшения и предметы первобытного искусства, в частности, на стоянке Быки 7 — большое кольцо из бивня мамонта с навершием в виде головы лошади.